# Imran Farooq
Imran Farooq (14 de junho de 1960 – 16 de Setembro de 2010) foi um político do Paquistão, membro do Muttahida Qaumi Movement (MQM), o terceiro maior partido político do país. Foi exilado, e refugiou-se em Londres, em 1999, tendo morado nesta cidade até ser assassinado, em 2010.